# Johanna Kundmann
Johanna Pauline Alexandrine Kundmann (* 24. April 1914 in Mistelbach; † 8. Mai 2000 in Linz) war eine österreichische Juristin und Richterin. Kundmann war gemeinsam mit Gertrud Jaklin im Jahr 1947 eine der beiden ersten Frauen, die in Österreich zur Richterin ernannt wurden.

## Herkunft und Ausbildung
Johanna Kundmann wurde am 24. April 1914 als Tochter des k.k. Gendarmerie-Oberst Johann Kundmann und dessen Frau Elisabeth (geb. Augustowska) im niederösterreichischen Mistelbach geboren. Sie besuchte von 1926 bis 1927 zunächst das Mädchen-Reformrealgymnasium der Englischen Fräulein in St. Pölten, ehe die Familie nach Linz umzog. Dort legte Kundmann im Jahr 1934 die Matura mit Auszeichnung am Mädchen-Reformrealgymnasium der Schwestern vom Heiligen Kreuz ab. Anschließend begann sie an den Universitäten Wien und Graz das Studium der Rechtswissenschaften. Nachdem sie schon während des Studiums die justizrelevanten Fächer besonders ausgezeichnet abgeschlossen hatte, wurde Johanna Kundmann am 15. Juni 1936 zum Doktor der Rechte promoviert.

## Beruflicher Werdegang
Direkt im Anschluss an das Studium begann Johanna Kundmann am 26. Juni 1936 die Gerichtspraxis beim Amtsgericht Gmunden. In weiterer Folge wurde sie an mehreren Dienststellen in Linz und Innsbruck sowie bei einem Rechtsanwalt und einem Notar tätig. Im Jänner 1943 bestand sie schließlich die Große Staatsprüfung nach reichsdeutschem Recht und wurde daraufhin Assessorin. Im Jahr 1945 wurde Johanna Kundmann zur Hilfsrichterin ernannt. Am 13. August 1947 folgte schließlich die Ernennung zur Richterin der Standesgruppe 1 am Landesgericht Linz, wobei Johanna Kundmann zeitgleich mit Gertrud Jaklin (diese am Landesgericht für Zivilrechtssachen Wien) eine der beiden ersten Frauen war, die in Österreich zur Richterin ernannt wurden.
Johanna Kundmann arbeitete in weiterer Folge als Richterin an unterschiedlichen Gerichten im Sprengel des Oberlandesgerichts Linz und wurde auch zum Oberlandesgerichtsrat ernannt. Als Fachgebiete kristallisierten sich in dieser Zeit das Außerstreit- und das Jugendschutzrecht heraus. Im August 1974 wurde sie Vorsteherin des Bezirksgerichts Urfahr-Umgebung, mit 31. August 1975 trat sie in den dauernden Ruhestand. Sie verstarb am 8. Mai 2000 in Linz.